# Keo Motsepe
Keoikantse "Keo" Motsepe (Pretoria, Gauteng, 24 de noviembre de 1989) es un bailarín de salón y coreógrafo sudafricano. Él es más conocido por ser uno de los bailarines profesionales y el primer bailarín negro en el programa de baile de ABC, Dancing with the Stars.

## Primeros años
Motsepe comenzó su carrera a los 11 años de edad al entrar en una escena de baile competitiva representando a su país. En 2012 Motsepe se unió al reparto de Burn the Floor.

## Dancing with the Stars
En 2014, Motsepe se unió al elenco de Dancing with the Stars siendo anunciado como uno de los nuevos bailarines profesionales de la temporada 19, en la cual fue emparejado con la atleta olímpica Lolo Jones. Ellos fueron eliminados durante la primera semana de la competición, terminando en el decimotercer puesto.
En 2015, participó en la temporada 20 donde fue emparejado con la modelo y actriz Charlotte McKinney; ellos fueron eliminados en la tercera semana y terminaron en el undécimo puesto. Para la temporada 21 fue emparejado con la cantante de funk y R&B, Chaka Khan, siendo la primera pareja eliminada en la primera noche de la segunda semana y terminando en el decimotercer puesto.
En 2016, fue emparejado con la actriz de Full House y Fuller House, Jodie Sweetin, para la temporada 22; la pareja fue eliminada en la octava semana, a pesar de estar en la cima de la tabla de puntajes de esa semana, quedando en el sexto puesto. Para la temporada 23 regresó pero solo como miembro del cuerpo de baile.
En 2017, Motsepe regresó como bailarín profesional en la temporada 24 donde fue emparejado con la actriz, comediante y cantante Charo, siendo eliminados en la tercera semana de la competencia y quedando en el undécimo puesto. Para la temporada 25 tuvo como pareja a la panelista de Shark Tank y empresaria Barbara Corcoran, siendo la primera pareja en ser eliminada de la competencia y ubicándose en el decimotercer puesto.
En 2018, fue emparejado con la ex lanzadora de sóftbol olímpica Jennie Finch Daigle en la temporada 26, siendo eliminados en la semifinal en una triple eliminación y quedando en el cuarto puesto. Para la temporada 27 fue emparejado con la actriz de Harry Potter y activista Evanna Lynch, con quien logró llegar a la final y ubicarse en el tercer puesto. Ese mismo año, Motsepe formó parte de la serie derivada Dancing with the Stars: Juniors, donde fue el mentor de la ganadora de MasterChef Junior Addison Osta Smith y el bailarín Lev Khmelev, quienes fueron los primeros eliminados en una doble eliminación, quedando en el undécimo puesto.
En 2019, Motsepe participó en la temporada 28 del programa pero no fue emparejado a alguna celebridad, sirviendo como bailarín destacado junto a Daniella Karagach. Retornó al año siguiente en la temporada 29 en donde tuvo como pareja a la actriz de cine y televisión Anne Heche, siendo los terceros eliminados y ubicándose en el decimotercer puesto.

### Rendimiento
| Temporada                                        | Pareja              | Puesto | Promedio |
| ------------------------------------------------ | ------------------- | ------ | -------- |
| 19                                               | Lolo Jones          | 13.º   | 16.50*   |
| 20                                               | Charlotte McKinney  | 11.º   | 17.50*   |
| 21                                               | Chaka Khan          | 13.º   | 14.00    |
| 22                                               | Jodie Sweetin       | 6.º    | 24.50    |
| 24                                               | Charo               | 11.º   | 17.50*   |
| 25                                               | Barbara Corcoran    | 13.º   | 15.50    |
| 26                                               | Jennie Finch Daigle | 4.º    | 22.00    |
| 27                                               | Evanna Lynch        | 3.º    | 26.69    |
| 29                                               | Anne Heche          | 13.º   | 18.00    |
| * Promedios ajustados a una escala de 30 puntos. |                     |        |          |

- Temporada 19 con Lolo Jones

| Semana | Baile / Canción        | Puntajes de los jueces | Puntajes de los jueces | Puntajes de los jueces | Puntajes de los jueces | Resultado  |
| Semana | Baile / Canción        | C. I.                  | L. G.                  | J. H.                  | B. T.                  | Resultado  |
| ------ | ---------------------- | ---------------------- | ---------------------- | ---------------------- | ---------------------- | ---------- |
| 1      | Chachachá / «Tell Her» | 6                      | 6                      | 5                      | 5                      | Eliminados |

- Temporada 20 con Charlotte McKinney

| Semana | Baile / Canción                | Puntajes de los jueces | Puntajes de los jueces | Puntajes de los jueces | Puntajes de los jueces | Resultado       |
| Semana | Baile / Canción                | C. I.                  | L. G.                  | J. H.                  | B. T.                  | Resultado       |
| ------ | ------------------------------ | ---------------------- | ---------------------- | ---------------------- | ---------------------- | --------------- |
| 1      | Jive / «Shake a Tail Feather»  | 6                      | 5                      | 5                      | 6                      | Sin eliminación |
| 2      | Chachachá / «California Gurls» | 7                      | 6                      | 7                      | 6                      | Salvados        |
| 3      | Rumba / «Empire»               | 6                      | 5                      | 5                      | 6                      | Eliminados      |

- Temporada 21 con Chaka Khan

| Semana | Baile / Canción                          | Puntajes de los jueces | Puntajes de los jueces | Puntajes de los jueces | Resultado       |
| Semana | Baile / Canción                          | C. I.                  | J. H.                  | B. T.                  | Resultado       |
| ------ | ---------------------------------------- | ---------------------- | ---------------------- | ---------------------- | --------------- |
| 1      | Chachachá / «I Feel for You»             | 5                      | 4                      | 4                      | Sin eliminación |
| 2      | Foxtrot / «Chicago (That Toddlin' Town)» | 5                      | 5                      | 5                      | Eliminados      |

- Temporada 22 con Jodie Sweetin

| Semana | Baile / Canción                                                          | Puntajes de los jueces | Puntajes de los jueces | Puntajes de los jueces | Resultado        |
| Semana | Baile / Canción                                                          | C. I.                  | L. G.                  | B. T.                  | Resultado        |
| --- | ------------------------------------------------------------------------ | ---------------------- | ---------------------- | ---------------------- | ---------------- |
| 1 | Tango / «Confident»                                                      | 7                      | 6                      | 7                      | Sin eliminación  |
| 2 | Samba / «Bun Up the Dance»                                               | 7                      | 7                      | 7                      | Salvados         |
| 3 | Foxtrot / «Rise Up»                                                      | 8                      | 7                      | 8                      | Últimos salvados |
| 4 | Chachachá / «Try Everything»                                             | 7                      | 6/71                   | 7                      | Últimos salvados |
| 52 | Pasodoble / «Under Control»                                              | 9                      | 8/93                   | 9                      | Sin eliminación  |
| 6 | Contemporáneo / «Try»                                                    | 9                      | 8                      | 8                      | Salvados         |
| 7 | Quickstep / «For Once in My Life»                                        | 8                      | 9                      | 9                      | Salvados         |
| 7 | Freestyle en equipo / «End of Time», «If I Were a Boy» & «Crazy in Love» | 8                      | 8                      | 9                      | Salvados         |
| 8 | Jive / «Something's Got a Hold on Me»                                    | 10                     | 10                     | 10                     | Eliminados       |
| 8 | Tango argentino en equipo / «Habanera»                                   | 10                     | 10                     | 94                     | Eliminados       |
| 1Puntaje dado por la juez invitada Zendaya. 2Por los «cambios de pareja», Sweetin bailó con Valentin Chmerkovskiy y Motsepe con Kim Fields. 3Puntaje dado por el juez invitado Maksim Chmerkovskiy. 4Puntaje dado por el público en lugar de Tonioli. |                                                                          |                        |                        |                        |                  |

- Temporada 24 con Charo

| Semana | Baile / Canción            | Puntajes de los jueces | Puntajes de los jueces | Puntajes de los jueces | Puntajes de los jueces | Resultado        |
| Semana | Baile / Canción            | C. I.                  | L. G.                  | J. H.                  | B. T.                  | Resultado        |
| ------ | -------------------------- | ---------------------- | ---------------------- | ---------------------- | ---------------------- | ---------------- |
| 1      | Salsa / «Cuban Pete»       | 6                      | 5                      | 5                      | 5                      | Sin eliminación  |
| 2      | Pasodoble / «España cañí»  | 6                      | 6                      | 7                      | 6                      | Últimos salvados |
| 3      | Foxtrot / «Chapel of Love» | 6                      | 6                      | 6                      | 6                      | Eliminados       |

- Temporada 25 con Barbara Corcoran

| Semana | Baile / Canción               | Puntajes de los jueces | Puntajes de los jueces | Puntajes de los jueces | Resultado       |
| Semana | Baile / Canción               | C. I.                  | L. G.                  | B. T.                  | Resultado       |
| ------ | ----------------------------- | ---------------------- | ---------------------- | ---------------------- | --------------- |
| 1      | Salsa / «Money Maker»         | 5                      | 4                      | 5                      | Sin eliminación |
| 2      | Tango / «Whatever Lola Wants» | 6                      | 5                      | 6                      | Eliminados      |

- Temporada 26 con Jennie Finch Daigle

| Semana                                                                                             | Baile / Canción                        | Puntajes de los jueces | Puntajes de los jueces | Puntajes de los jueces | Resultado  |
| Semana                                                                                             | Baile / Canción                        | C. I.                  | L. G.                  | B. T.                  | Resultado  |
| -------------------------------------------------------------------------------------------------- | -------------------------------------- | ---------------------- | ---------------------- | ---------------------- | ---------- |
| 1                                                                                                  | Foxtrot / «All-American Girl»          | 7                      | 7                      | 7                      | Salvados   |
| 2                                                                                                  | Chachachá / «Do It Like This»          | 6/71                   | 7                      | 6                      | Salvados   |
| 2                                                                                                  | Freestyle en equipo / «Instant Replay» | 8/91                   | 8                      | 8                      | Salvados   |
| 3 (Semifinal)                                                                                      | Vals vienés / «The Rest of Our Life»   | 7/82                   | 7                      | 7                      | Eliminados |
| 3 (Semifinal)                                                                                      | Duelo de Chachachá / «Dance»           | Sin puntos extras      | Sin puntos extras      | Sin puntos extras      | Eliminados |
| 1Puntaje dado por el juez invitado Rashad Jennings. 2Puntaje dado por el juez invitado David Ross. |                                        |                        |                        |                        |            |

- Temporada 27 con Evanna Lynch

| Semana        | Baile / Canción                          | Puntajes de los jueces | Puntajes de los jueces | Puntajes de los jueces | Resultado        |
| Semana        | Baile / Canción                          | C. I.                  | L. G.                  | B. T.                  | Resultado        |
| ------------- | ---------------------------------------- | ---------------------- | ---------------------- | ---------------------- | ---------------- |
| 1             | Foxtrot / «Do You Believe in Magic»      | 7                      | 5                      | 6                      | Salvados         |
| 2             | Samba / «Can't Touch It»                 | 8                      | 8                      | 8                      | Salvados         |
| 2             | Jive / «Heat Wave»                       | 8                      | 8                      | 8                      | Salvados         |
| 3             | Vals vienés / «Hedwig's Theme»           | 9                      | 9                      | 9                      | Salvados         |
| 4             | Salsa en trío / «Black Magic»            | 8                      | 8                      | 8                      | Últimos salvados |
| 5             | Jazz / «When Will My Life Begin?»        | 8                      | 8                      | 8                      | Salvados         |
| 6             | Tango / «Disturbia»                      | 10                     | 9                      | 10                     | Salvados         |
| 7             | Rumba / «Every Little Thing»             | 10                     | 10                     | 10                     | Últimos salvados |
| 7             | Freestyle en equipo / «9 to 5»           | 10                     | 9                      | 10                     | Últimos salvados |
| 8 (Semifinal) | Contemporáneo / «Stand Up for Something» | 10                     | 10                     | 10                     | Salvados         |
| 8 (Semifinal) | Foxtrot / «Rewrite the Stars»            | 10                     | 9                      | 9                      | Salvados         |
| 9 (Final)     | Tango / «Disturbia»                      | 10                     | 10                     | 10                     | Tercer puesto    |
| 9 (Final)     | Freestyle / «It's Oh So Quiet»           | 10                     | 10                     | 10                     | Tercer puesto    |

- Temporada 29 con Anne Heche

| Semana | Baile / Canción               | Puntajes de los jueces | Puntajes de los jueces | Puntajes de los jueces | Resultado       |
| Semana | Baile / Canción               | C. I.                  | D. H.                  | B. T.                  | Resultado       |
| ------ | ----------------------------- | ---------------------- | ---------------------- | ---------------------- | --------------- |
| 1      | Chachachá / «Don't Start Now» | 6                      | 6                      | 6                      | Sin eliminación |
| 2      | Foxtrot / «Counting Stars»    | 6                      | 6                      | 6                      | Salvados        |
| 3      | Quickstep / «Zero to Hero»    | 5                      | 5                      | 5                      | Dos últimos     |
| 4      | Pasodoble / «Rise»            | 7                      | 7                      | 7                      | Eliminados      |